# Sprekelia urodziwa
Sprekelia urodziwa (Sprekelia formosissima (L.) Herb.) – gatunek roślin z monotypowego rodzaju sprekelia (Sprekelia Heist.) z rodziny amarylkowatych, występujący w Meksyku, introdukowany na Marianach. Ze względu na atrakcyjne, czerwone kwiaty, uprawiana jako roślina ozdobna i w tym celu sprowadzona do Europy już pod koniec XVI wieku.
Nazwa rodzaju została nadana na cześć Johanna von Spreckelsena (Sprekelsena), żyjącego w latach 1691–1764 niemieckiego prawnika i botanika amatora, który otworzył w Hamburgu prywatny ogród botaniczny, odwiedzony przez Karola Linneusza, z którym Sprekelsen korespondował. Epitet gatunkowy formosissima oznacza po łacinie najpiękniejsza.

## Morfologia

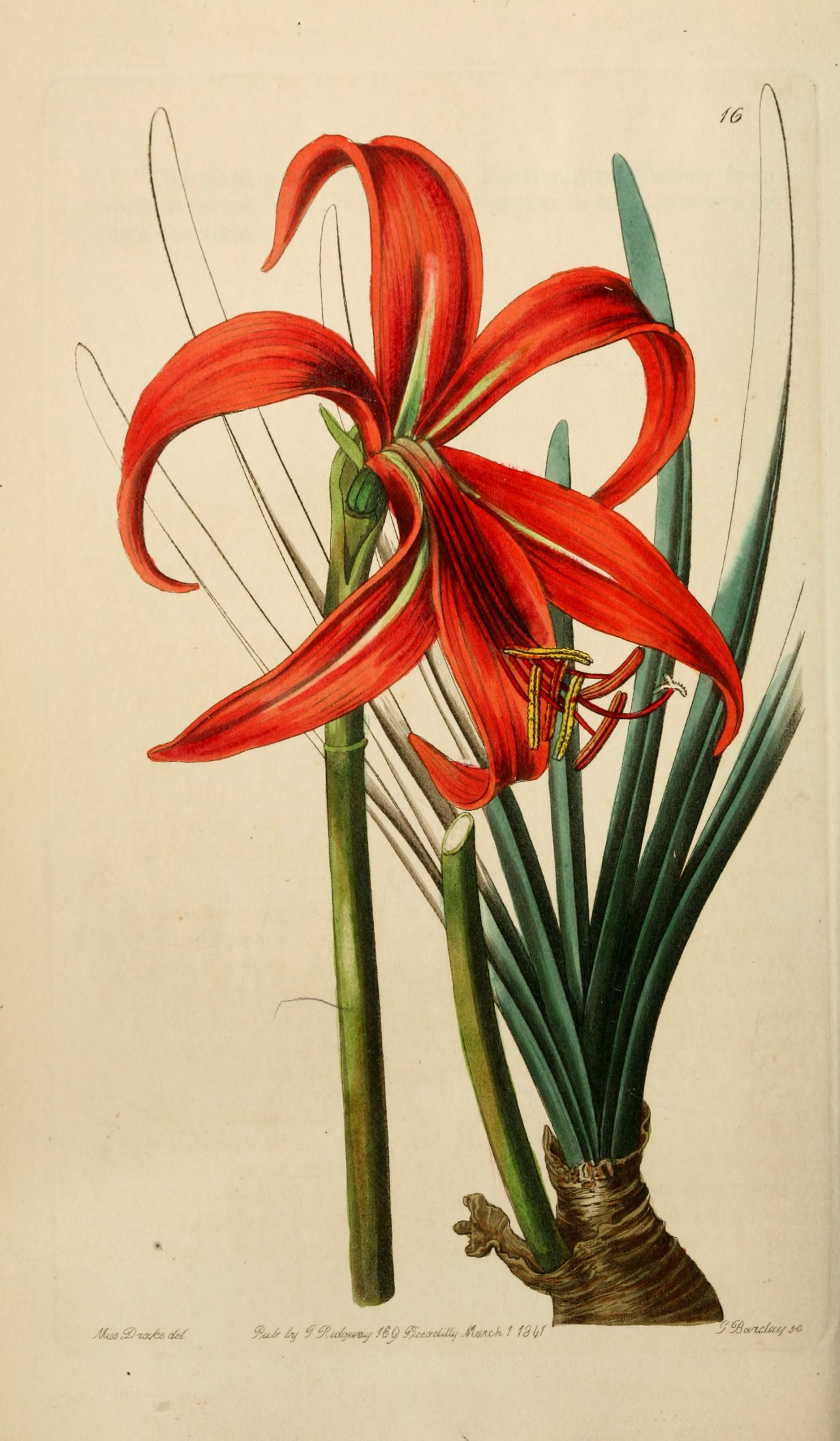

PokrójWieloletnie rośliny zielne.
PędJajowata cebula.
LiścieRównowąskie, jasnozielone, sezonowe, o długości do 40 cm.
KwiatyPojedyncze, wyrastające na pustym w środku głąbiku, o wysokości 40–70 cm, wsparte dwiema zrośniętymi u nasady przysadkami. Okwiat silnie grzbiecisty, czerwony, o średnicy do 12 cm. Listki okwiatu w dolnej części bardzo krótko zrośnięte, wąskie. Jeden zewnętrzny listek wzniesiony i grzbietowo wygięty, dwa wewnętrzne listki wygięte i rozpostarte na boki. Pozostałe listki rosnące w dół i zwijające się proksymalnie, tworząc nibywarżkę osłaniającą słupkowie i pręcikowie. Pręciki zebrane w wiązkę, opadające, wierzchołkowo wznoszące się. Szyjka słupka trójdzielna.
OwoceTorebki zawierają nasiona w kształcie litery D.

## Biologia

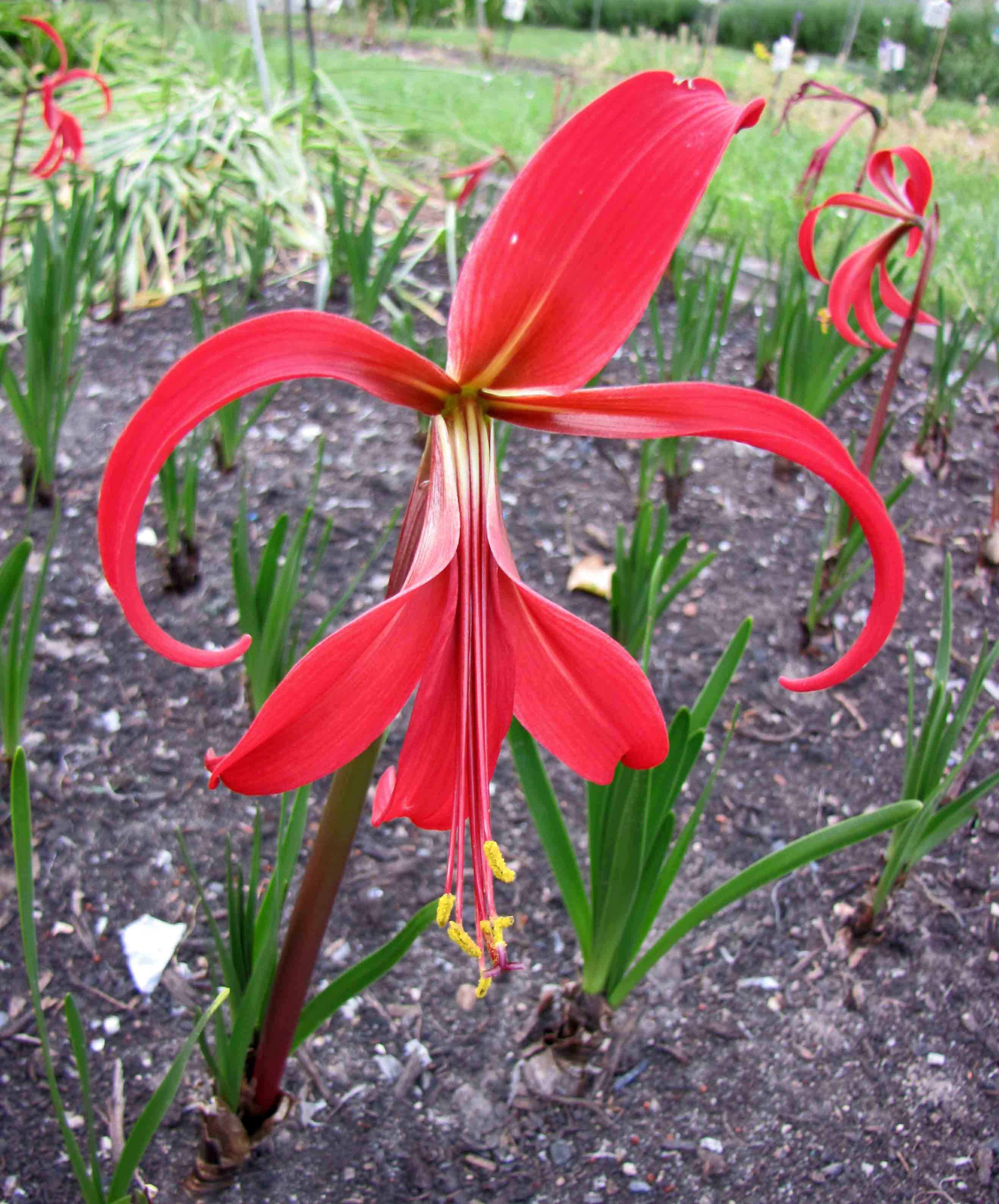
Sprekelia urodziwa w Ogrodzie Botanicznym w Krakowie

RozwójGeofity cebulowe. W warunkach naturalnych kwitnie od kwietnia do lipca. Zimą przechodzi okres spoczynku. Zapylana przez kolibry.
SiedliskoZarośla kserofityczne, skały w lasach dębowych, siedliska ruderalne, na wysokościach od 750 do 2700 m n.p.m.
Cechy fitochemiczneZ cebul sprekeli urodziwej wyizolowano siedem alkaloidów, w tym likorynę, tazetynę, hemantaminę i hemantydynę, które w badaniach przeprowadzonych na komórkach chłoniaka myszy, wykazywały wyraźne działanie hamujące wzrost komórek zarówno w przypadku linii komórkowych wrażliwych na leki, jak i lekoopornych.
GenetykaLiczba chromosomów 2n = 60 (2x), 120 (4x), 150 (5x).

## Systematyka

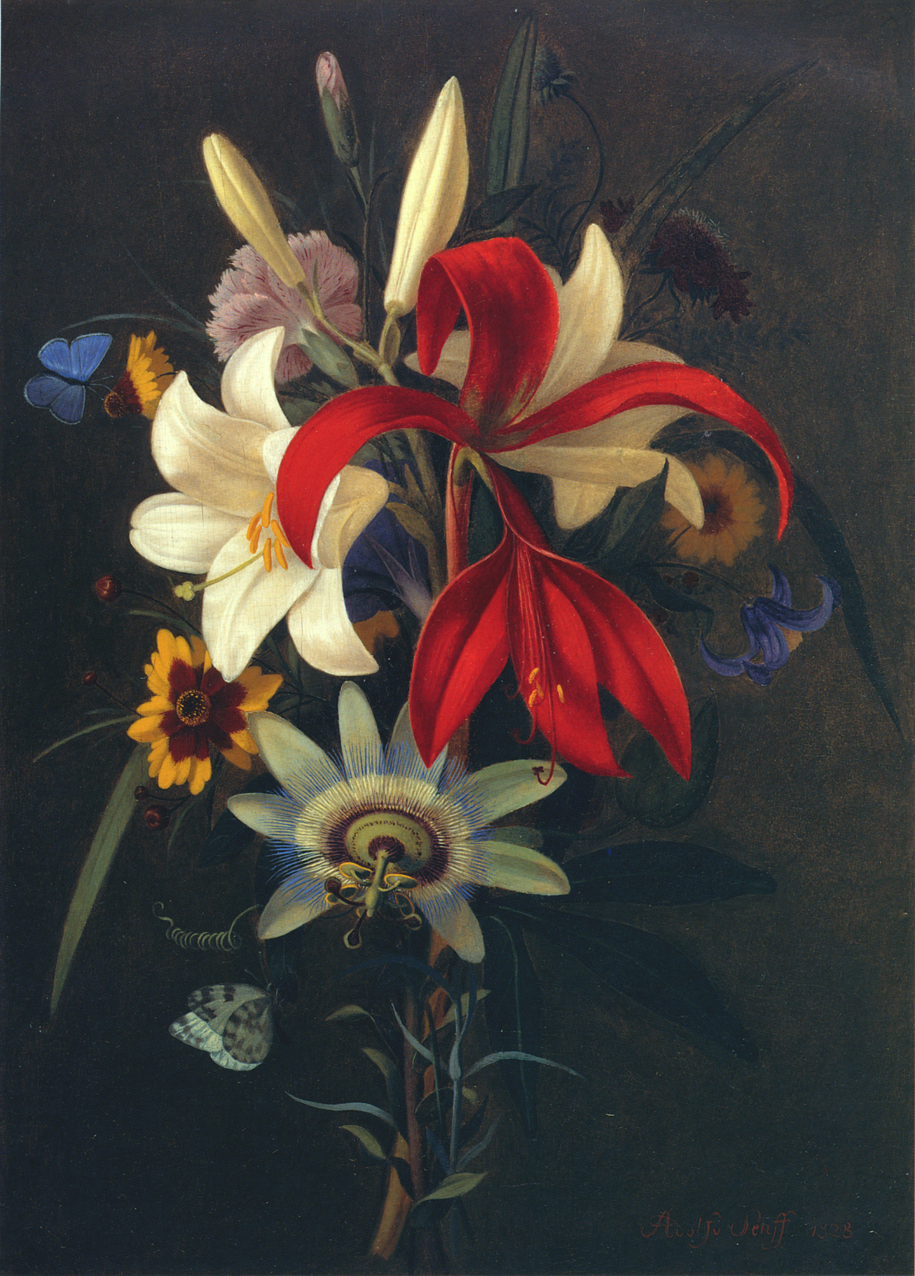
Sprekelia w bukiecie na obrazie Adolfa Senffa

Pozycja systematycznaGatunek z monotypowego rodzaju Sprekelia z plemienia Hippeastreae, podrodziny amarylkowych Amaryllidoideae z rodziny amarylkowatych Amaryllidaceae. Analizy filogenetyczne sekwencji DNA wykazały, że sprekelia urodziwa jest bardzo blisko spokrewniona z roślinami zaliczanymi do rodzaju zefirant. W wyniku tych badań zaproponowano włączenie tego gatunku do rodzaju Zephyranthes i uznanie Sprekelia za synonim Zephyranthes. W konsekwencji w 2019 r. do Generalnego Komitetu Nomenklatury ICN złożono wniosek oparty na przepisach Międzynarodowego kodeksu nomenklatury botanicznej o zachowanie (konserwację) nazwy Zephyranthes (z 1821 r.) nad nazwą Sprekelia (z 1755 r.) ze względów pragmatycznych. Zgodnie bowiem z zasadami nomenklatury botanicznej za poprawną nazwę taksonu powinna być uznawana nazwa wcześniej nadana. W przypadku zefirantu i sprekelii oznaczałoby to jednak konieczność zmiany nazw 180 gatunków zaliczanych do rodzaju Zephyranthes na rzecz liczącego jedynie jeden gatunek rodzaju Sprekelia.
Synonimy nomenklatoryczne
- Amaryllis formosissima L., Sp. Pl.: 293 (1753) (bazonim)
- Amaryllis formosa Salisb., Prodr. Stirp. Chap. Allerton: 234 (1796), nom. superfl.

- Hippeastrum formosissimum (L.) P.J.S.Cramer, Teysmannia 19: 23 (1908), nom. illeg.

Synonimy taksonomiczne
- Narcissus jacobaea G.Edwards, Naturalist's Pocket Mag. 4: s.p., t. 28 Nov. 1799 (1799)
- Amaryllis karwinskii Zucc., Allg. Gartenzeitung 2: 245 (1834)
- Sprekelia glauca Lindl., Edwards's Bot. Reg. 26(Misc.): 49 (1840)
- Sprekelia stenopetala Lem., Hort. Universel 5: 227 (1844)
- Sprekelia ringens C.Morren, Ann. Soc. Roy. Agric. Gand 2: 133 (1846)
- Sprekelia karwinskii (Zucc.) M.Roem., Fam. Nat. Syn. Monogr. 4: 144 (1847)
- Sprekelia heisteri Trew ex Kunth, Enum. Pl. 5: 507 (1850)
- Sprekelia clintiae Traub, Pl. Life 21: 64 (1965)
- Hippeastrum glaucum (Lindl.) Christenh. & Byng, Global Fl. 4: 60 (2018)

## Zastosowanie

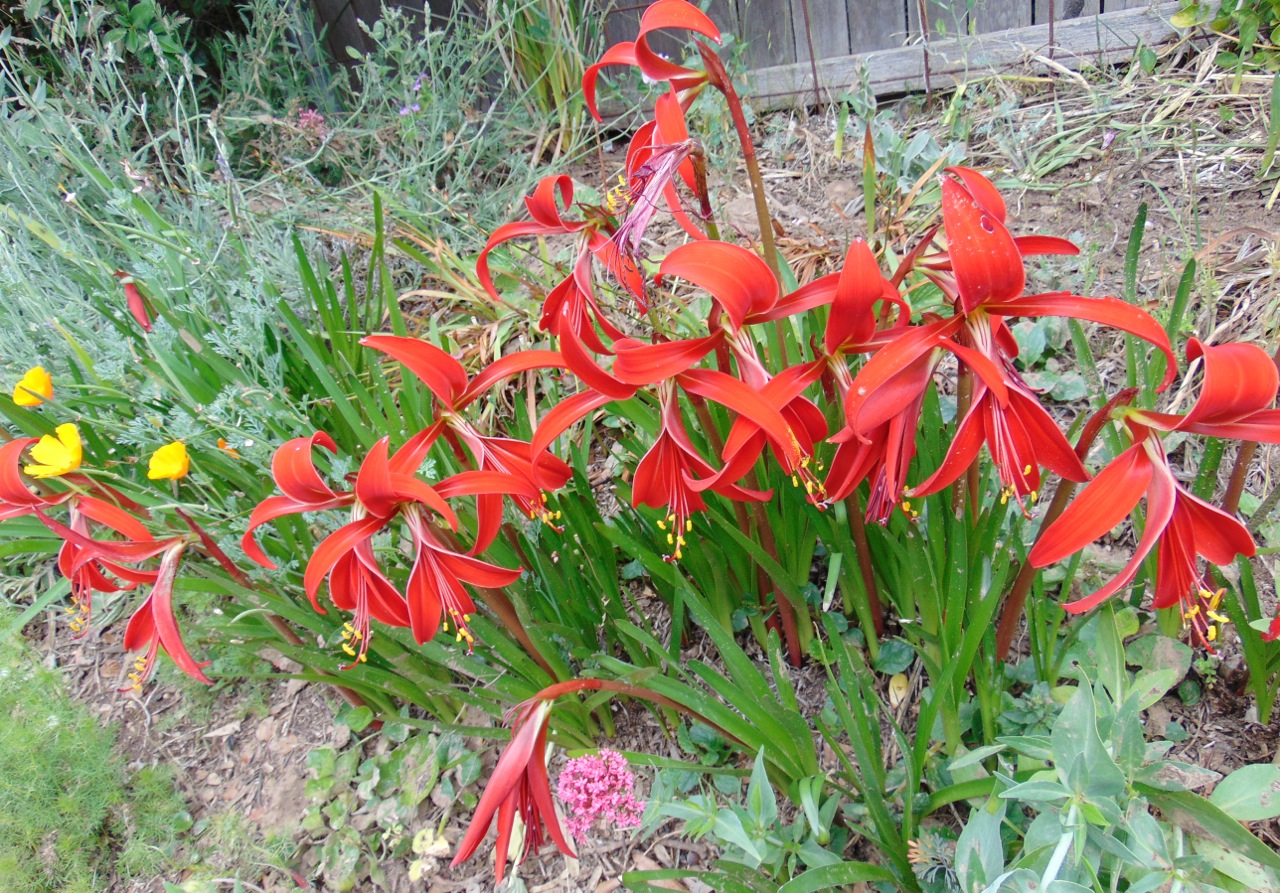
Sprekelia w uprawie

Rośliny leczniczeCebule sprekelii urodziwej są wykorzystywane w tradycyjnej meksykańskiej medycynie ludowej do leczenia wyprysków, guzków, trądziku, ukąszeń przez węże i do kontroli łysienia. Badania ekstraktów z cebul nie wykazały ich działania przeciwbakteryjnego lub grzybobójczego, jednak wskazały na działanie owadobójcze, hamujące kiełkowanie nasion i hamujące rozmnażanie muszki owocówki.
Rośliny ozdobneSprekelia urodziwa jest uprawiana w ogrodach i pojemnikach ze względu na swoje atrakcyjne, szkarłatnoczerwone kwiaty, przypominające krzyż zakonu Św. Jakuba z Calatrava. Najlepiej rośnie w równomiernie wilgotnych, kamienistych do piaszczystych, dobrze przepuszczalnych, lekko zasadowych glebach gliniastych, w pełnym słońcu. Przy zbyt wilgotnym podłożu cebule gniją. Wymagania tej rośliny są podobne do wymagań zwartnicy. Wymaga nawożenia po przekwitnięciu. W klimacie Polski nie jest mrozoodporna i wymaga wykopania cebul na zimę. Liście należy pozostawić na roślinach po kwitnieniu i na czas wegetacji. W uprawie doniczkowej rośliny można wystawić późną wiosną na zewnątrz i pozostawić je cały sezon wegetacyjny w pełnym słońcu na dworze. Rozmnażanie przez podział cebulek potomnych lub przez nasiona. Rośliny kwitną 3–7 lat po wysianiu.